# Fachhochschule für Öffentliche Verwaltung Hamburg
Die Fachhochschule für Öffentliche Verwaltung Hamburg (FHÖV) war eine Verwaltungsfachhochschule zur Ausbildung des Beamtennachwuchses des gehobenen Dienstes für alle Zweige der Hamburger Verwaltung. Sie wurde am 1. Oktober 1978 gegründet und umfasste die Fachbereiche Allgemeine Verwaltung, Finanzen und Polizei.
Ende 2004 wurde der Fachbereich Allgemeine Verwaltung an die Hochschule für Angewandte Wissenschaften verlagert und der Fachbereich Finanzen in eine selbständige Hochschule für Finanzen (seit 2010: Norddeutsche Akademie für Finanzen und Steuerrecht) überführt.
Der zuletzt verbliebene Fachbereich Polizei wurde 2007 in die Hochschule der Polizei Hamburg (HdP) umgewandelt. Diese übernahm den Studiengang Polizei zur Ausbildung für den gehobenen Polizeidienst und bot von Oktober 2007 bis 2012 zusätzlich einen Studiengang Sicherheitsmanagement zur Ausbildung von Führungskräften des privaten Sicherheitssektors an. 2013 wurde die HdP in die neugegründete Akademie der Polizei Hamburg überführt.
Letzter Rektor der FHÖV Hamburg war 2006/2007 Ingo Müller, Professor für Strafrecht und Strafverfahrensrecht.
Die Studierenden der FHÖV Hamburg im Fachbereich Polizei mussten vor Beginn des Studiums die Einstellungsvoraussetzungen für den Öffentlichen Dienst erfüllen und ein Eignungsverfahren bei der Hamburger Polizei durchlaufen und bestehen. Sie hatten einen Doppelstatus und waren gleichzeitig Beamte auf Widerruf und Studierende. Die Aufstiegsbeamten mussten nur das Eignungsverfahren durchlaufen und bestehen, da sie ja bereits Beamte auf Probe oder Beamte auf Lebenszeit bei der Polizei waren. Das Studium umfasste sechs Semester. Die Studenten trugen auch die Dienstbezeichnung „Kommissaranwärter“. Nach dem Studium stiegen sie als Kriminal- oder Polizeikommissare (Besoldungsgruppe A 9) in den Polizeidienst ein.